# Rantis
Rantis è una città palestinese che si trova a circa 33 km a nord-ovest di Ramallah.
La città è prevalentemente impegnata nel settore dell'agricoltura ed il 20% della sua terra è coltivata con colture agricole. La città dispone due scuole primarie, due città-giardino, tre cliniche, una stazione di bus, un club e due moschee.
La città è l'identificazione più probabile con l'evangelica Arimatea da cui sarebbe stato originario il personaggio di Giuseppe d'Arimatea, ricco membro del sinedrio che si occupò della sepoltura di Gesù.